# Pastor (Familienname)
Pastor ist ein deutscher Familienname.

## Namensträger
- Adam Pastor (nach 1500–nach 1560), Täufer und Mennonit
- Adelina Pastor (* 1993), rumänische Leichtathletin
- Alfredo Pastor (* 1944), spanischer Wirtschaftswissenschaftler
- Ana Pastor García (* 1977), spanische Journalistin
- Ana Pastor Julián (* 1957), spanische Politikerin (Partido Popular)
- Aulus Iunius Pastor, römischer Konsul
- Carl Arthur Pastor (1885–1960), deutscher Bankier und Versicherungsunternehmer
- Carlos Washington Pastor (1924–2012), argentinischer Offizier und Politiker
- David Pastor (Musiker) (* 1974), spanischer Jazzmusiker
- David Pastor (Regisseur) (* 1978), spanischer Filmregisseur und Drehbuchautor
- Ed Pastor (1943–2018), US-amerikanischer Politiker
- Edda Pastor (* 1942), deutsche Schauspielerin
- Emma Pastor Normann (1871–1954), deutsche Landschafts- und Genremalerin
- Frank Pastor (* 1957), deutscher Fußballspieler
- Gottfried Pastor (1809–1899), deutscher Wollfabrikant
- Gustave Léon Pastor (1832–1922), deutsch-belgischer Industrieller
- Hanns Pastor (1917–2009), deutscher Maler und Kunsterzieher
- Hélène Pastor (1937–2014), monegassische Unternehmerin
- Iván Navarro (* 1981), spanischer Tennisspieler
- Jesús Serrano Pastor (1902–1997), spanischer Bischof
- Johann Pastor († 1510), deutscher Schöffe und Bürgermeister der Freien Reichsstadt Aachen
- José Pastor (* 1996), spanischer Schauspieler
- Juan Carlos Pastor (* 1968), spanischer Handballtrainer
- Julio Rey Pastor (1888–1962), spanischer Mathematiker und Mathematikhistoriker
- Karl von Pastor (1857–1919), deutscher Verwaltungsbeamter und Landrat
- Konrad Gustav Pastor (1796–1890), deutscher Industrieller
- Ludwig von Pastor (1854–1928), österreichischer Historiker und Diplomat
- Manuel Pastor (Soziologe), Soziologe an der University of Southern California
- Manuel Rivas Pastor (* 1960), spanischer Schachspieler
- Manuel Torres Pastor (1930–2014), spanischer Fußballspieler
- Manuel Ureña Pastor (* 1945), spanischer Geistlicher, Erzbischof von Saragossa
- Óscar Pastor (* 1962), spanischer Informatiker
- Oscar Rolando Cantuarias Pastor (1931–2011), peruanischer Geistlicher, Erzbischof von Piura
- Pere Pastor Vilanova (* 1968), andorranischer Jurist und Richter am Europäischen Gerichtshof für Menschenrechte
- Philipp Heinrich Pastor (1787–1844), deutscher Tuch- und Nadelfabrikant und Kammerfunktionär
- Rafael Pastor Marco (1860–1943), spanisch-kubanischer Komponist und Musikpädagoge
- Robert Pastor (1947–2014), US-amerikanischer Sicherheitsberater und Autor
- Robert Pastor i Castillo (* 1945), andorranischer Schriftsteller
- Rudolf Arthur Pastor (1828–1892), deutscher Nadelfabrikant
- Sevilla Pastor (1905–nach 1945), österreichische Schauspielerin
- Tony Pastor (Impresario) (1837–1908), US-amerikanischer Impresario und Sänger
- Tony Pastor (1907–1969), US-amerikanischer Saxophonist, Sänger und Bandleader
- Valeriano Pastor (1927–2023), italienischer Architekt
- Walter Pastor (1939–2024), deutscher Jurist
- Willy Pastor (1867–1933), deutscher Kunsthistoriker, Kritiker und Schriftsteller
- Xavier Pastor i Gràcia (* 1950), spanischer Biologe und Naturschützer

Siehe auch:
- Pastohr
- Pasztor
- Pasteur